# La Guyonnière
La Guyonnière [la ɡɥijɔnjɛʁ] est une ancienne commune française située au nord-est du département de la Vendée en région Pays de la Loire. Depuis janvier 2019, elle forme, avec quatre autres communes, Montaigu-Vendée.
Localisée dans le Haut-Bocage vendéen, elle est membre de Terres-de-Montaigu. Ses habitants se nomment les Guyons et Guyonnes.

## Géographie

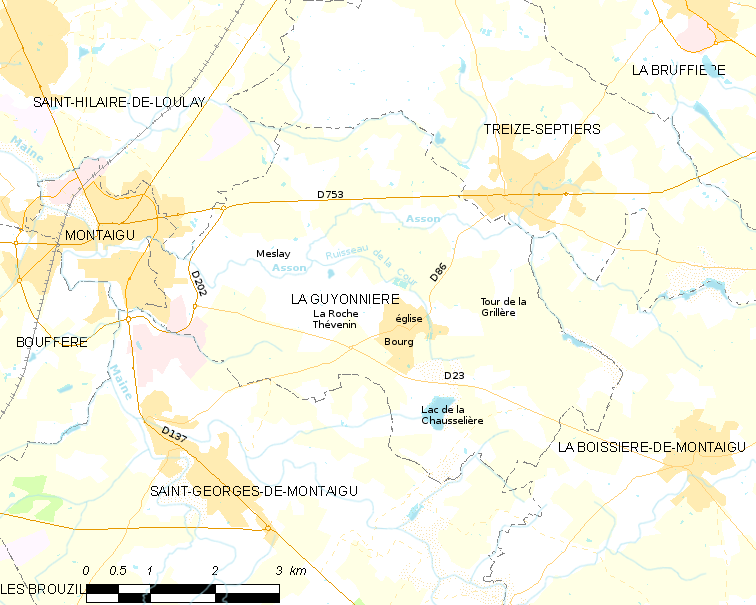
Carte de la commune.

La Guyonnière est une commune rurale dont le territoire municipal s’étend sur 23,18 km2, soit  2 318 hectares, dans le Haut-Bocage vendéen. Ses paysages sont une succession de champs entourés de haies. Elle se situe au sud du Massif armoricain, sur des terrains primaires formés de roches dures imperméables (granit, gneiss, schiste avec un filon de quartz blanc orienté vers la colline de Meslay). Son altitude moyenne est de 66 mètres, avec des niveaux fluctuant entre 84 m à la Grillère (où une tour hertzienne de 80 m a été élevée) à 33 m, à l'ouest, là où quitte son territoire la rivière de l’Asson qui traverse la commune d'est en ouest, avant de se jeter dans la Maine à Montaigu. Le ruisseau de la Cour, un affluent, prend sa source près du bourg à 60 m d'altitude. La commune se situe ainsi dans le bassin versant de la Sèvre Nantaise et donc de la Loire. 
La Guyonnière relève du canton de Montaigu. Elle englobe une partie des faubourgs est de cette ville, notamment le nord de la zone industrielle du Planty, le cimetière paysager du Prieuré et le site du lycée Léonard-de-Vinci. Elle est par ailleurs limitrophe des communes de Saint-Hilaire-de-Loulay au nord-ouest, de Treize-Septiers au nord-est, de La Boissière-de-Montaigu à l'est et de Saint-Georges-de-Montaigu au sud.
Le bourg est traversé par la route départementale 86 qui relie Saint-Georges-de-Montaigu à Treize-Septiers. Il est longé par la départementale 23 entre Montaigu et La Boissière-de-Montaigu, qui passe entre le Bois de la Cour au nord et le lac de la Chausselière au sud, site d'un camping. Le nord de la commune est traversé par la départementale 753 entre Montaigu et Treize-Septiers (route reliant Saint-Jean-de-Monts à Cholet), et l'est inclut le tronçon de la départementale 202 (rocade Sud de Montaigu) reliant la départementale 753 à la départementale 137, l'ancienne route nationale entre Nantes et La Rochelle.

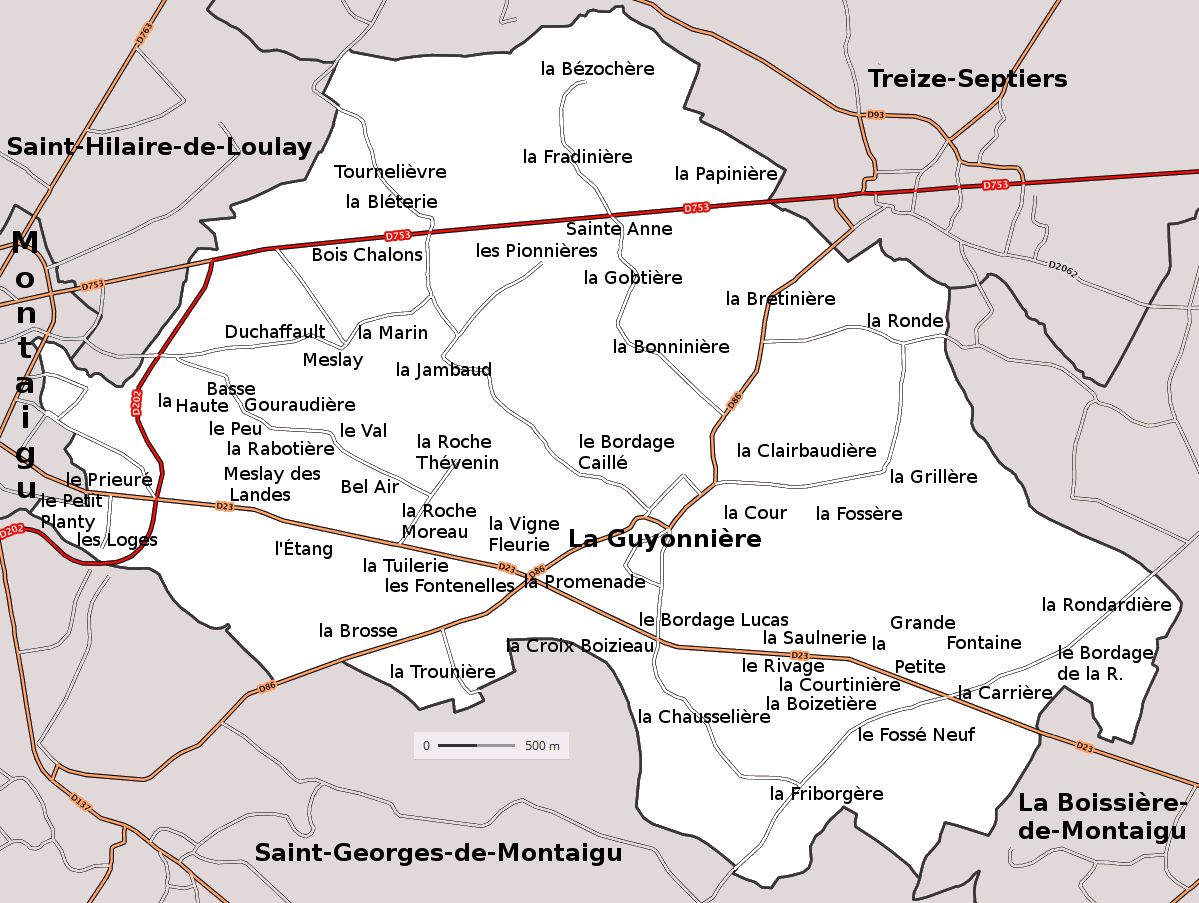
Lieux-dits de La Guyonnière.

Les lieux-dits sont (en italique ceux qui figurent sur la carte de Cassini fin XVIIIe siècle) : la Bézochère, la Fradinière, Tournelièvre, la Bléterie, Bois-Chalons, les Pionnières, Sainte-Anne, la Papinière, la Gobtière, la Bonninière, la Bretinière, la Ronde, la Grillère, la Fossère, la Clairbaudière, la Cour, le Bordage-de-la-Rondardière, la Rondardière, la Carrière, la Grande et la Petite-Fontaine, le Fossé-Neuf, la Friborgère, la Chausselière, la Boizetière, la Courtinière, le Rivage, la Saulnerie, le Bordage-Lucas, la Promenade, le Bordage-Caillé, les Fontenelles, la Trounière, la Brosse, la Vigne-Fleurie, la Roche-Moreau, la Tuilerie, l'Étang, la Roche-Thévenin, Bel-Air, le Val, la Rabotière, la Jambaud, la Marin, Meslay, Duchaffault, la Basse et la Haute-Gouraudière, le Peu, Meslay-des-Landes, les Loges, le Petit-Planty, le Prieuré.

## Histoire

### Antiquité
Des fouilles archéologiques conduites par l’Institut national de recherches archéologiques préventives au début des années 2010 au lieu-dit du Gardou, au nord-est du bourg, ont permis de mettre en évidence un espace funéraire de 650 m2 datant du Haut-Empire romain, utilisé entre la fin du Ier siècle et le courant du IIe siècle de notre ère. En 2016, d’autres fouilles au sud du bourg ont mis en évidence la présence d’une maison gallo-romaine, avec fossés, débris de céramique ainsi que la trace d'un four domestique. 

### Moyen Âge
Les origines de la commune remonteraient au XIVe siècle, différentes familles, dépendant des seigneuries de la Rondardière, de la Roche-Thévenin et du Planty, ayant été les propriétaires successifs des terres de la paroisse. Selon les Chroniques paroissiales du diocèse de Luçon, « un castel fortifié occupait l'emplacement actuel de l'église et du presbytère », celle-ci trouvant son origine probable dans la chapelle de ce château. La place longeant le cimetière à l’ombre de l’église porte d’ailleurs actuellement le nom de place des Douves. Le nom latin de Guioneria est attesté en 1306. Il donnera celui de La Guyonnière, le suffixe toponymique « ière » ayant vraisemblablement été ajouté au nom propre « Guyon ». À l'origine, paroisse du diocèse de Poitiers, lorsqu'en furent séparés l'évêché et le diocèse de Luçon, en 1317, c'est à ce dernier et au doyenné de Montaigu que fut rattachée la paroisse de La Guyonnière. 
Située sur la zone frontière entre le duché de Bretagne et le comté du Poitou, La Guyonnière, comme les paroisses voisines (sauf Montaigu), fit partie des marches avantagères au Poitou sur la Bretagne, du Moyen Âge jusqu’à la Révolution française, dépendant ainsi des deux provinces du point de vue de la souveraineté et de la suzeraineté, mais dont seul le seigneur de la province dite « avantagère », en l’occurrence le Poitou, jouissait des droits de justice. Sous l’Ancien Régime, La Guyonnière relevait judiciairement de la sénéchaussée de Poitiers et militairement du gouvernement du Poitou.

### Guerres de Vendée
Charles-Samuel-Martin Goupilleau, nommé curé de La Guyonnière en 1771, refusa, lors de la Révolution, de prêter serment à la Constitution civile de 1792. Il fut exilé à Fontenay où il mourut en décembre de la même année,.
En mars 1793, la Guyonnière entra dans l’insurrection vendéenne par la participation de ses habitants, mêlés à ceux des paroisses voisines, à la prise de Montaigu des mains des Républicains, jusqu'en septembre de la même année. 

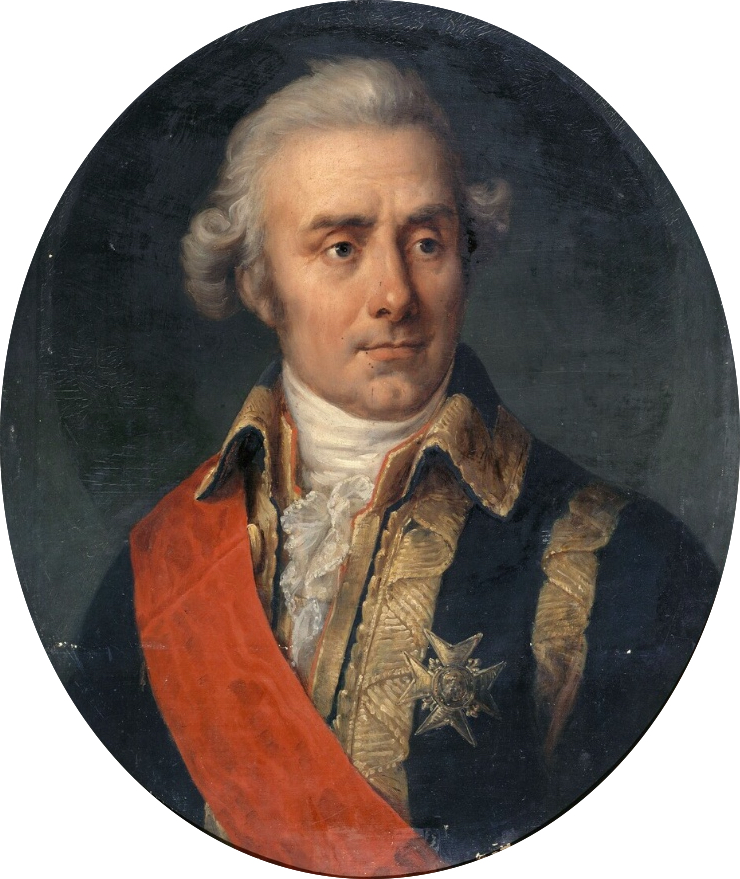
Louis Charles du Chaffault de Besné

Louis-Charles de Besné, comte du Chaffault, seigneur de Meslay, revenu en 1780 s’installer sur ses terres, après une glorieuse carrière dans la marine royale à la fin de laquelle il obtint le titre d’amiral, consacrait ses loisirs à l'agriculture et à la bienfaisance. En 1793, il encouragea l'insurrection vendéenne. Après la reprise de Montaigu par les Républicains, en septembre, il fut arrêté à Meslay et envoyé à Nantes où il mourut en détention l'année suivante.
En octobre 1793, un engagement entre Bleus et Blancs eut lieu sur la butte du moulin de la Grillère. En 1794 vint le temps de la brutale répression avec les colonnes infernales des armées républicaines, qui brûlèrent notamment l’église et les châteaux de la Cour, Meslay et la Roche-Thévenin. 
Fin 1799, à l'époque de la reprise d'armes, un engagement eut lieu à Meslay lors de la tentative par l’armée catholique et royale du Bas-Poitou et du Pays de Retz de s'emparer de Montaigu, laquelle fut repoussé par les républicains. 
Pendant cette période révolutionnaire, la population de La Guyonnière passa de près de 1 200 habitants avant le conflit à quelques centaines en janvier 1800, lors de la paix de Montfaucon-sur-Moine.
Pierre-Charles Jagueneau, le prêtre qui acheta la cure de la paroisse en octobre 1793 était aussi un prêtre réfractaire. Il prit part à la Virée de Galerne à la fin de cette année-là. Après la signature du traité de La Jaunaye en février 1795, il vint s'installer à La Guyonnière. Lors d’un retour de persécution contre les prêtres non assermentés, il fut arrêté en 1797 pour être déporté. Il s’évada sur la route de Rochefort. En 1804, de retour dans sa paroisse, il fut arrêté à nouveau après que l’on eut découvert dans son jardin des barres de plomb et des moules à balles. Il avouera ensuite, devant le ministre de la police Fouché, son implication dans l’« Affaire des Plombs » visant à soulever la Vendée avec l’aide des Anglais. Il sera emprisonné jusqu’à la Restauration où il revint finir ses jours en Vendée,,.

### XIXesiècle
Sylvestre-François, comte Du Chaffault, né à Montaigu, en 1734, fils de Julien-Gabriel Du Chaffault, et filleul et neveu de Louis-Charles  du Chaffault, avait émigré et rejoint le prince de Condé, à Worms lors de la Révolution. Il s'engagea dans la cavalerie, et fut récompensée par le titre de chevalier de saint Louis, en 1798. Rentré en France en 1802, sa femme étant décédée en 1793 lors de la Virée de Galerne, il se fit ordonner prêtre en 1803. La paroisse de la Guyonnière lui fut offerte par l’évêque de La Rochelle, diocèse dont elle relevait alors par suite du Concordat. Il y remplit les fonctions de curé de 1809 à 1819 avant de décéder à Nantes en 1822.
Le curé de La Guyonnière fut, de 1820 à 1837, Jean-Baptiste Chauveau, né à Saint-Hilaire-de-Loulay vers 1789, puis de 1838 à 1874, Charles Amiot, originaire de Boussay (44). L’église de la paroisse, jadis en forme de croix latine, et composée d'une simple nef, flanquée de deux petites chapelles de chaque côté du chœur, avait été brûlée et en partie ruinée pendant la Révolution. La reconstruction commença par l’érection d’un nouveau clocher en 1848. On éleva de juillet 1853 à mars 1854, trois nefs, de style roman, puis en 1855 les voutes. En 1864, la construction d’une abside, de deux absidioles et de la sacristie compléta l’édifice,. Adolphe Verdon né en 1832 à Saint-Hilaire-de-Voust, fut ensuite curé de la paroisse de 1874 jusqu'à son décès en 1897.
En 1886 fut ouverte une école privée de filles, tenues par les religieuses de Mormaison, bâtie sous souscription sur un terrain offert par les frères Boiziau, prêtres natifs de la commune. Petits-fils du maire Jacques Boiziau, après avoir officié dans plusieurs paroisses vendéennes, Théophile (1843-1914) fut chanoine à Luçon de 1908 jusqu'à sa mort et Eugène (1851-1927) se retira en 1922 à La Guyonnière.

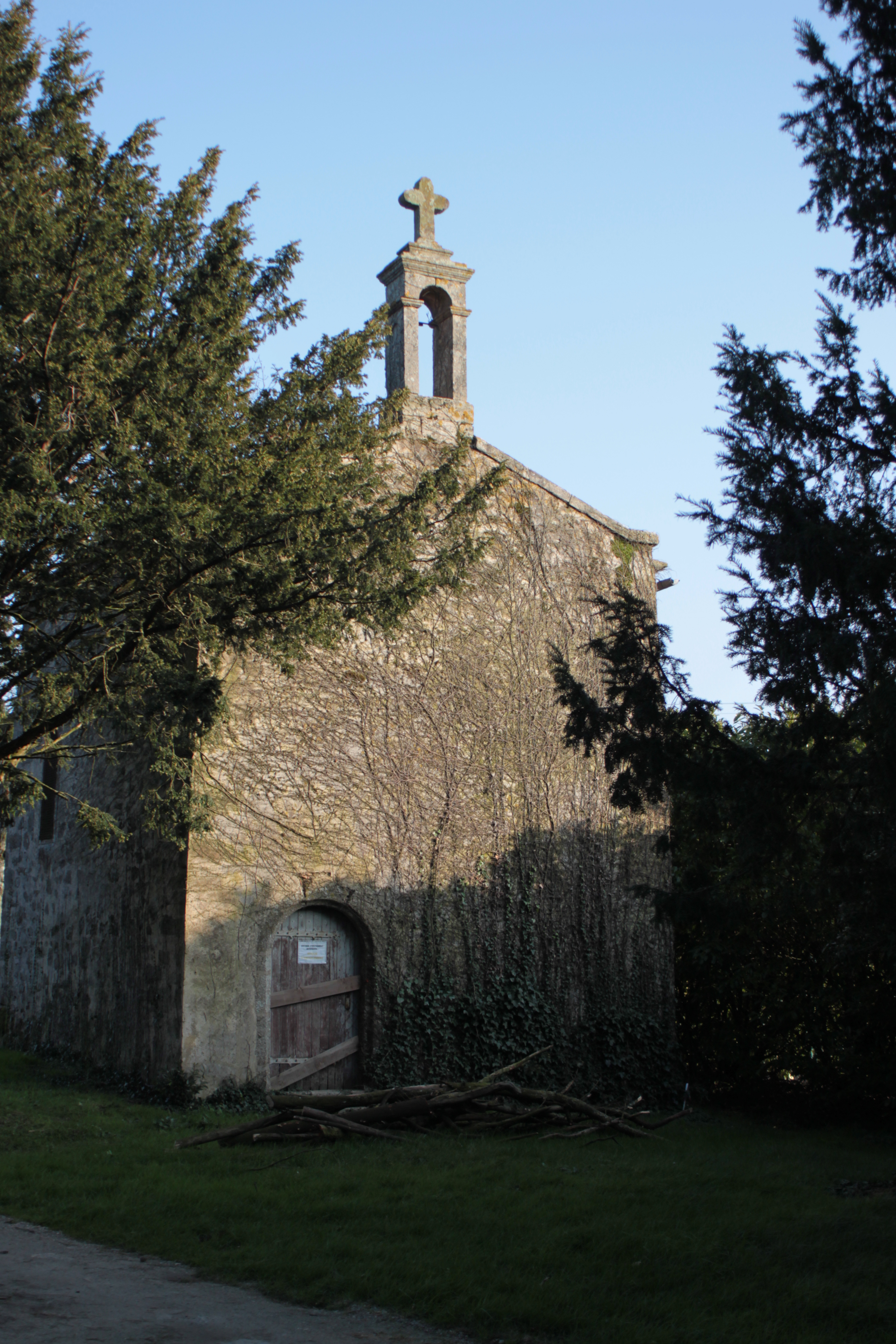
Chapelle de Meslay.

Arrière-arrière-petit-fils de l'amiral du Chaffault par sa grand-mère maternelle et petit-fils de Charles-Henri de La Roche-Saint-André par son grand-père maternel, l'abbé Paul-Michel de Suyrot (1816 Chambretaud - 1901 Nantes), missionnaire apostolique, chanoine honoraire de Luçon, était propriétaire du domaine de Meslay, à La Guyonnière, où il se retira en 1868. Il y établit en 1876 un orphelinat agricole avec des garçons choisis dans le canton de Montaigu. En 1888, il en confia la direction aux frères de la Sainte-Croix d'Angers. En 1897, il licencia son orphelinat et offrit son domaine aux Passionistes qui y installèrent un noviciat.

### XXesiècle

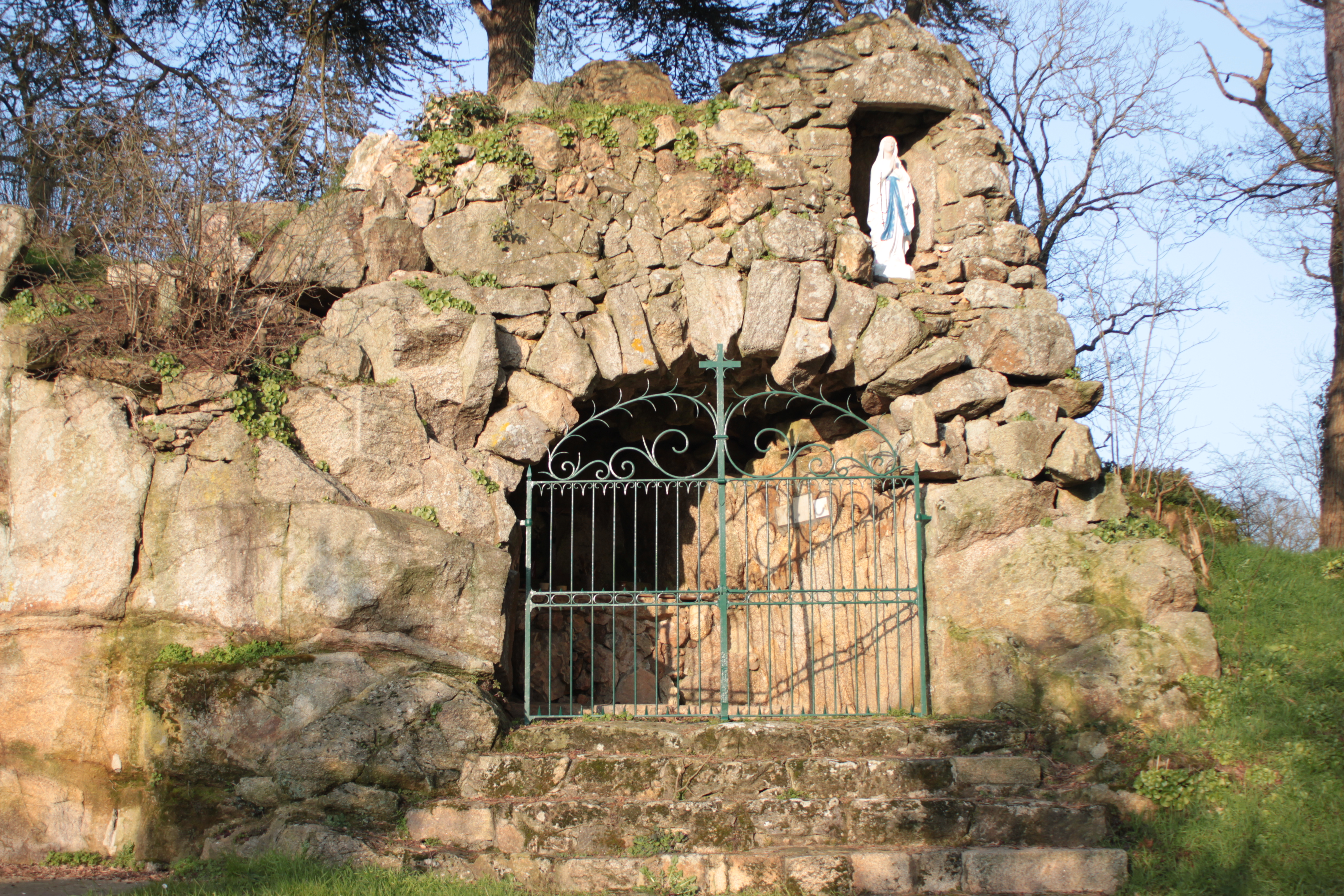
Réplique de la grotte de Lourdes à Meslay.

Chassés de Meslay au début du XXe siècle par la législation anticléricale d’Émile Combes, les Passionistes n’y reviendront qu’après la Première Guerre mondiale. Ils y demeurèrent jusqu’en 1961, avant d’en transférer la propriété aux Pères de Chavagnes. Ces derniers cédèrent les bâtiments et les communs en 1973 au ministère de l’Agriculture qui y installa un centre de formation, dont le nom actuel est « Institut de Meslay »,.
En 1993, un trésor de 1742 louis et double louis d'or est découvert à Meslay et son identification au trésor qu'aurait caché l'amiral du Chaffault avant d'être arrêté sous la Révolution est suffisamment étayée par ses descendants pour que ceux-ci gagnent, en 2000, le procès par lequel ils en réclamaient la restitution. Ils perdent néanmoins en appel en 2004.
En 1946, fut créée la Saint Pierre Sportive, club portant le nom du saint patron de l'église paroissiale, qui permettait aux jeunes de la commune de pratiquer le sport. En 1951, y vit le jour un club de basket-ball qui adopta le nom de Saint Pierre Sport. Initialement uniquement destiné aux garçons, les filles l’intégrèrent en 1963. Le club se développa notamment par l’action d'Ernest Tesson et de sa femme Thérèse, qui arrivèrent à La Guyonnière comme instituteurs en 1960 : la cour de « l'école des gars » se transforma en terrain d'entrainement systématique. Puis les entrainements eurent lieu dans la première salle de sport de la commune, construite en 1975, et qui reçut ultérieurement le nom d’Ernest Tesson. La deuxième salle de sport, construite en 1995, reçut le nom d’André Chevalier, un entrepreneur de la commune qui fut président du club de basket-ball de 1978 à 1990. Le plus haut niveau atteint a été la Région 1 par les seniors garçons, dans les années 1980, et la Région 2, par les seniors filles en 2011. Les maillots sont jaunes, floqués de noir.
Un club de football existe depuis mai 1983. Affilié à la fédération française de football, il porte le nom de Saint Pierre Sport Football.
En 1946, à la suite de la fermeture de l’école publique, une école privée fut construite, sur un terrain donné par Eugène Boiziau (1881-1959), prêtre et professeur au séminaire de Chavagnes-en-Paillers de 1911 à 1956, et ses deux sœurs, neveu et nièces des frères Boiziau. Elle ouvrit dès octobre 1946, avec une centaine d'élèves garçons. Le premier directeur, André Dugast, en attendant la construction de la maison de l’instituteur, laquelle commença seulement en novembre 1952, dut habiter la maison du directeur de l’école publique. De 1953 à 1960, le directeur fut Théophile Pogu, et l'institutrice sa femme Claire, laquelle se remémorait « deux grandes classes avec 35-40 élèves ; une cour sablée et déjà des poteaux de basket ! ». De 1960 à 1992, le directeur fut Ernest Tesson et l'institutrice sa femme Thérèse. En 1974, l’école des garçons et l'école des filles devinrent entièrement mixtes et se répartirent les niveaux.
En octobre 1981, fut inauguré le bâtiment de la nouvelle mairie. 

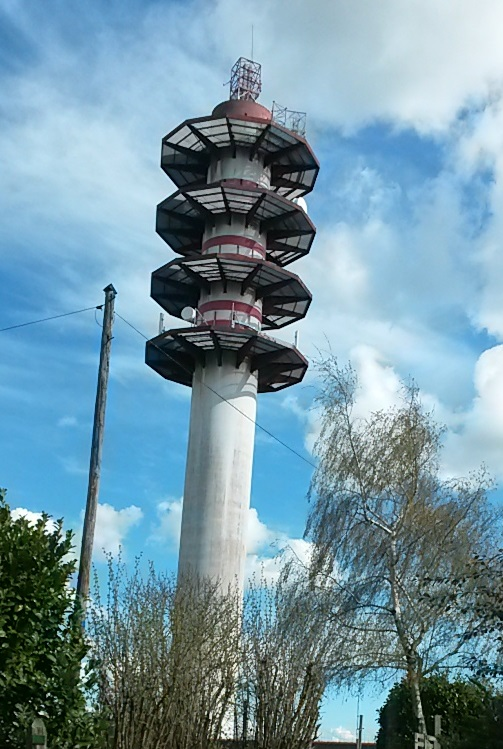
Tour hertzienne de la Grillère (80 m).

La Guyonnière fut pionnière dans l'expérimentation des rapprochements de communes en étant à l'origine de la création du district de Montaigu en 1969, avec Montaigu et Saint-Georges-de-Montaigu, rejoint par Boufféré en 1970, Saint-Hilaire-de-Loulay en 1971, La Boissière-de-Montaigu et La Bernardière en 1994. Le district de Montaigu est devenu la communauté de communes Terres-de-Montaigu le 2 janvier 2002.

### XXIesiècle
En septembre 2005, une école primaire publique a ouvert ses portes rue du 8 mai 1945, sous le nom d'école Amiral du Chaffault, d'abord avec trois classes, puis avec cinq classes (maternelles et élémentaires) à partir de 2008,.
En septembre 2013 a été inauguré l'espace Agapé, lequel est à la fois la cantine pour le déjeuner des 250 élèves des écoles primaires publique et privée de la commune et une salle polyvalente de 310 m2 modulable d'environ quatre cents places assises où peuvent avoir lieu mariages, spectacles, conférences, assemblées générales, expositions...
En octobre 2015 un EHPAD, baptisé Résidence la Maisonnée, a vu le jour rue de l'abbé Grelier.
Le 1er janvier 2019, la commune fusionne avec Boufféré, Montaigu, Saint-Georges-de-Montaigu et Saint-Hilaire-de-Loulay pour former la commune nouvelle de Montaigu-Vendée dont la création est actée par un arrêté préfectoral du 20 avril 2017.

## Héraldique
| Blason | Blasonnement : De sinople au lion couronné d'or, armé et lampassé de gueules. |

## Politique et administration

### Liste des maires
| Période      | Période                 | Identité             | Étiquette | Qualité                               |
| ------------ | ----------------------- | -------------------- | --------- | ------------------------------------- |
| 1798         | 1799                    | Jean Rautureau       |           |                                       |
| 1799         | 1800                    | Jean Mouillé         |           |                                       |
| 1800         | 1813                    | René Poirier         |           |                                       |
| 1813         | 1823                    | Jacques Boizieau     |           | Propriétaire                          |
| 1823         | 1830                    | Charles Guicheteau   |           |                                       |
| 1830         | 22 octobre 1831 (décès) | Jacques Boizieau     |           | Propriétaire                          |
| 1831         | 1838                    | Pierre Thiériot      |           |                                       |
| 1838         | 1843                    | René Poirier         |           |                                       |
| 1843         | 1848                    | Pierre Thiériot      |           |                                       |
| 1848         | 1855                    | Louis Baudry         |           |                                       |
| 1855         | 1870                    | Louis-Jacques Baudry |           |                                       |
| 1870         | 1871                    | Jean Clénet          |           |                                       |
| 1871         | 1902                    | Louis-Jacques Baudry |           |                                       |
| 1902         | 1907                    | Jean Chauveau        |           |                                       |
| 1907         | 1929                    | Firmin Bousseau      |           |                                       |
| 1929         | 1935                    | Xavier Pluchon       |           | Menuisier                             |
| 1935         | 1945                    | Maximin Douillard    |           | Agriculteur                           |
| 1945         | 1947                    | François Buteau      |           | Agriculteur                           |
| 1947         | 1948 (décès)            | Henri Mignon         |           | Agriculteur                           |
| 1948         | mars 1983               | Pierre Durand        |           | Agriculteur                           |
| mars 1983    | juin 1995               | Louis Albert         | DVD       | Agriculteur                           |
| juin 1995    | 21 mars 2008            | Louis Guineveu       | DVD       | Entrepreneur en travaux publics       |
| 21 mars 2008 | 31 décembre 2018        | Michaël Orieux       | DVD       | Chargé de projets d'action culturelle |

### Liste des maires délégués
| Période        | Période     | Identité       | Étiquette | Qualité                               |
| -------------- | ----------- | -------------- | --------- | ------------------------------------- |
| 4 janvier 2019 | 26 mai 2020 | Michaël Orieux | DVD       | Chargé de projets d'action culturelle |
| 26 mai 2020,   | En cours    | Franck Savary  | DVD       | Chargé de projet bâtiment             |

### Jumelage
La Guyonnière est jumelée avec  Coristanco (Espagne) depuis 1998.

## Population et société

### Démographie

#### Évolution démographique
L'évolution du nombre d'habitants est connue à travers les recensements de la population effectués dans la commune depuis 1800. Pour les communes de moins de 10 000 habitants, une enquête de recensement portant sur toute la population est réalisée tous les cinq ans, les populations de référence des années intermédiaires étant quant à elles estimées par interpolation ou extrapolation. Pour la commune, le premier recensement exhaustif entrant dans le cadre du nouveau dispositif a été réalisé en 2007.

En 2016, la commune comptait 2 736 habitants, en évolution de +1,11 % par rapport à 2010 (Vendée : +5,33 %, France hors Mayotte : +2,11 %).
| 1800 | 1806 | 1821 | 1831 | 1836 | 1841 | 1846 | 1851 | 1856 |
| ---- | ---- | ---- | ---- | ---- | ---- | ---- | ---- | ---- |
| 337  | 597  | 781  | 794  | 845  | 863  | 936  | 942  | 932  |

| 1861  | 1866  | 1872  | 1876  | 1881  | 1886  | 1891  | 1896  | 1901  |
| ----- | ----- | ----- | ----- | ----- | ----- | ----- | ----- | ----- |
| 1 005 | 1 034 | 1 070 | 1 125 | 1 208 | 1 224 | 1 230 | 1 145 | 1 094 |

| 1906  | 1911 | 1921 | 1926 | 1931 | 1936 | 1946 | 1954 | 1962 |
| ----- | ---- | ---- | ---- | ---- | ---- | ---- | ---- | ---- |
| 1 053 | 948  | 849  | 857  | 848  | 847  | 887  | 952  | 988  |

| 1968  | 1975  | 1982  | 1990  | 1999  | 2006  | 2007  | 2012  | 2016  |
| ----- | ----- | ----- | ----- | ----- | ----- | ----- | ----- | ----- |
| 1 048 | 1 091 | 1 554 | 1 983 | 2 343 | 2 621 | 2 657 | 2 746 | 2 736 |

#### Pyramide des âges
La population de la commune est relativement jeune. Le taux de personnes d'un âge supérieur à 60 ans (11,9 %) est en effet inférieur au taux national (21,6 %) et au taux départemental (25,1 %).
Contrairement aux répartitions nationale et départementale, la population masculine de la commune est supérieure à la population féminine (51,1 % contre 48,4 % au niveau national et 49 % au niveau départemental).
La répartition de la population de la commune par tranches d'âge est, en 2007, la suivante :
- 51,1 % d’hommes (0 à 14 ans = 22,5 %, 15 à 29 ans = 20,7 %, 30 à 44 ans = 24,6 %, 45 à 59 ans = 20,5 %, plus de 60 ans = 11,7 %) ;
- 48,9 % de femmes (0 à 14 ans = 23,1 %, 15 à 29 ans = 19,5 %, 30 à 44 ans = 24,1 %, 45 à 59 ans = 21,3 %, plus de 60 ans = 12 %).

| Hommes | Classe d’âge | Femmes |
| ------ | ------------ | ------ |
| 0,1    | 90 ans ou +  | 0,0    |
| 2,8    | 75 à 89 ans  | 2,5    |
| 8,8    | 60 à 74 ans  | 9,5    |
| 20,5   | 45 à 59 ans  | 21,3   |
| 24,6   | 30 à 44 ans  | 24,1   |
| 20,7   | 15 à 29 ans  | 19,5   |
| 22,5   | 0 à 14 ans   | 23,1   |

| Hommes | Classe d’âge | Femmes |
| ------ | ------------ | ------ |
| 0,4    | 90 ans ou +  | 1,2    |
| 7,3    | 75 à 89 ans  | 10,6   |
| 14,9   | 60 à 74 ans  | 15,7   |
| 20,9   | 45 à 59 ans  | 20,2   |
| 20,4   | 30 à 44 ans  | 19,3   |
| 17,3   | 15 à 29 ans  | 15,5   |
| 18,9   | 0 à 14 ans   | 17,4   |

### Santé
La commune dispose d'un cabinet médical et d'une pharmacie dans le bourg, d'une psychologue clinicienne, d'une pédicure médicale – podologue et d'une kinésithérapeute dans la zone du Planty.
L'hôpital le plus proche est le CHD (Centre Hospitalier Départemental) de Montaigu.

### Enseignement
La commune dispose de deux écoles primaires :
- l’école Saint-Joseph (maternelle et élémentaire), établissement d'enseignement privé relevant de l’Enseignement catholique de la Vendée. Depuis septembre 2016, elle regroupe en un seul lieu les élèves autrefois répartis entre l'ancienne « école des filles » (créée en 1886, désormais désaffectée) et l'ancienne « école des gars » (créée en 1946). Elle est gérée par un Organisme de gestion de l'enseignement catholique et les parents sont regroupés dans une association des parents d'élèves de l'enseignement libre) ;
- l’école Amiral-Duchaffault (maternelle et élémentaire), établissement d'enseignement public ouvert en 2005. Les parents d'élèves s'organisent au sein de l’Association de parents d’élèves de l’école publique de La Guyonnière).

Les élèves deux écoles peuvent déjeuner au restaurant scolaire situé à l'espace Agapé, et bénéficient des installations sportives à proximité.
Pour l'enseignement secondaire, les familles envoient généralement leurs enfants dans les établissements de Montaigu : le collège Jules-Ferry (public) ou le collège Villebois-Mareuil (privé), puis le lycée Léonard-de-Vinci (public) ou le lycée Jeanne-d'Arc (privé). 
La commune de La Guyonnière relève de la direction des services départementaux de l’Éducation nationale (ancienne inspection académique) de la Vendée, dans l'académie de Nantes.
Le site de l'ancienne Abbaye de Meslay est occupé par l’Institut de formation de Meslay, association loi de 1901 créée en 1958, issue du mouvement des Maisons familiales rurales (MFR). Il offre des formations certifiantes ou professionnalisantes du niveau niveau Bac au niveau Bac+5, dans le secteur des entreprises de production et de services et le secteur social et médico-social.
Dans la zone industrielle du même nom se situe l’ESAT du Planty (établissement et service d'aide par le travail), ouvert en 1974. Cet établissement accueille des personnes reconnues travailleurs handicapés. Il inclut « les Ateliers du Planty » (atelier de mécanique générale et de nettoyage industriel), entreprise adaptée, créée par l’Adapei et qui offre des travaux de sous-traitance en usinage (fraisage, perçage, taraudage, tournage, ajustage, assemblage, collage, rivetage…).

### Cultes
Le catholicisme est la religion traditionnellement pratiquée dans la commune de La Guyonnière. La commune relève actuellement de la paroisse de Saint-Martin-de-Montaigu, fondée le 1er septembre 1997 et qui regroupe aussi les communes de Montaigu, Boufféré, La Boissière-de-Montaigu, Saint-Georges-de-Montaigu et Saint-Hilaire-de-Loulay. Cette paroisse relève du doyenné de Montaigu, et donc du diocèse de Luçon. Le lieu de culte principal est l'église paroissiale située dans le bourg, placée sous le patronage de saint Pierre. 
Précédemment, la commune de La Guyonnière était une paroisse à part entière. À l'origine, paroisse du diocèse de Poitiers, lorsqu'en furent séparés l'évêché et le diocèse de Luçon, en 1317, c'est à ce dernier et au doyenné de Montaigu que fut rattachée la paroisse de La Guyonnière.

## Économie

### Entreprises et commerces
La commune dispose dans son bourg d'une boulangerie-pâtisserie, d'un commerce d’alimentation offrant les services de traiteur, cave, tabac et relais de poste, d'un bar café, d'un garage automobile franchisé Renault, de salons de coiffure, d'une auto-école.

## Lieux et monuments

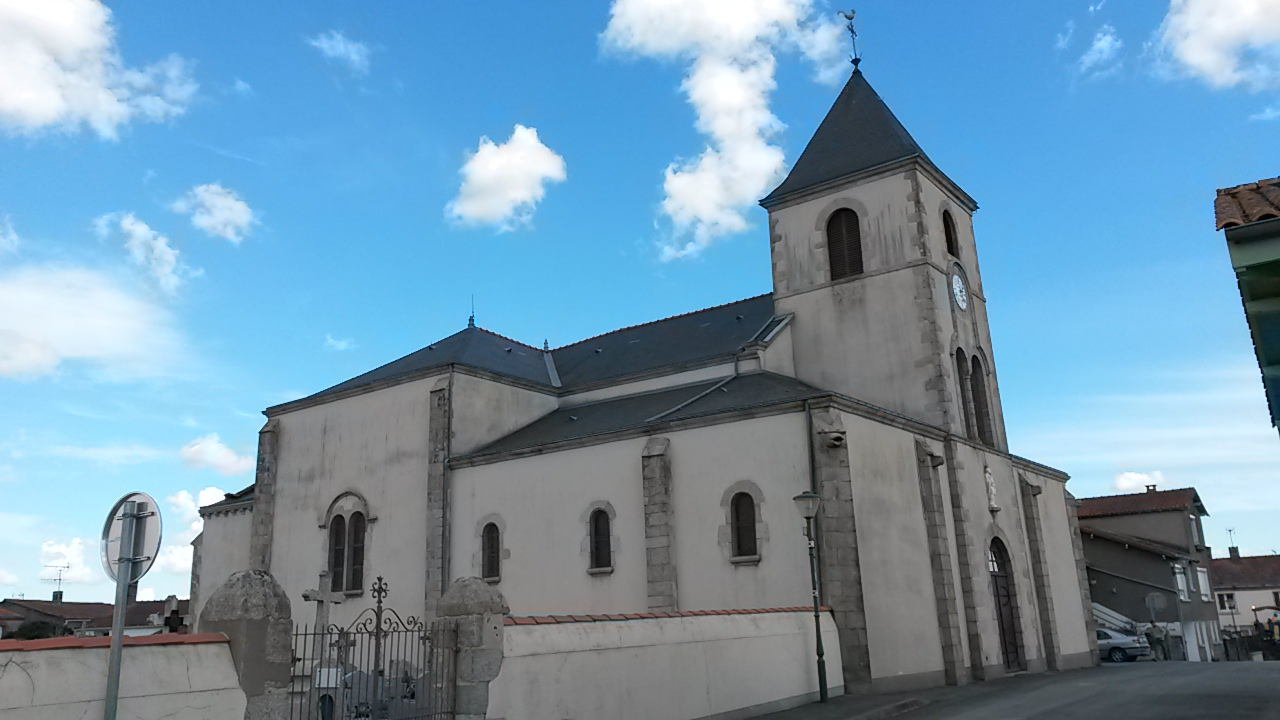
Église et ancien cimetière.

- L’église paroissiale, sous le patronage de saint Pierre, brûlée et en partie ruinée pendant la Révolution, fut reconstruite en style roman au XIXe siècle, le clocher datant de 1848 (la croix de l'ancien clocher, réparée à cette occasion, fut replacée sur le nouveau), les trois nefs de 1854, l’abside, les deux absidioles et la sacristie de 1864. Au sol, à l'entrée, on trouve les pierres tombales de nobles locaux, dont une de la femme du seigneur de la Roche-Thévenin. L'église est encore bordée par un cimetière, lequel l’entourait au début du XIXe siècle, selon le cadastre napoléonien[52].

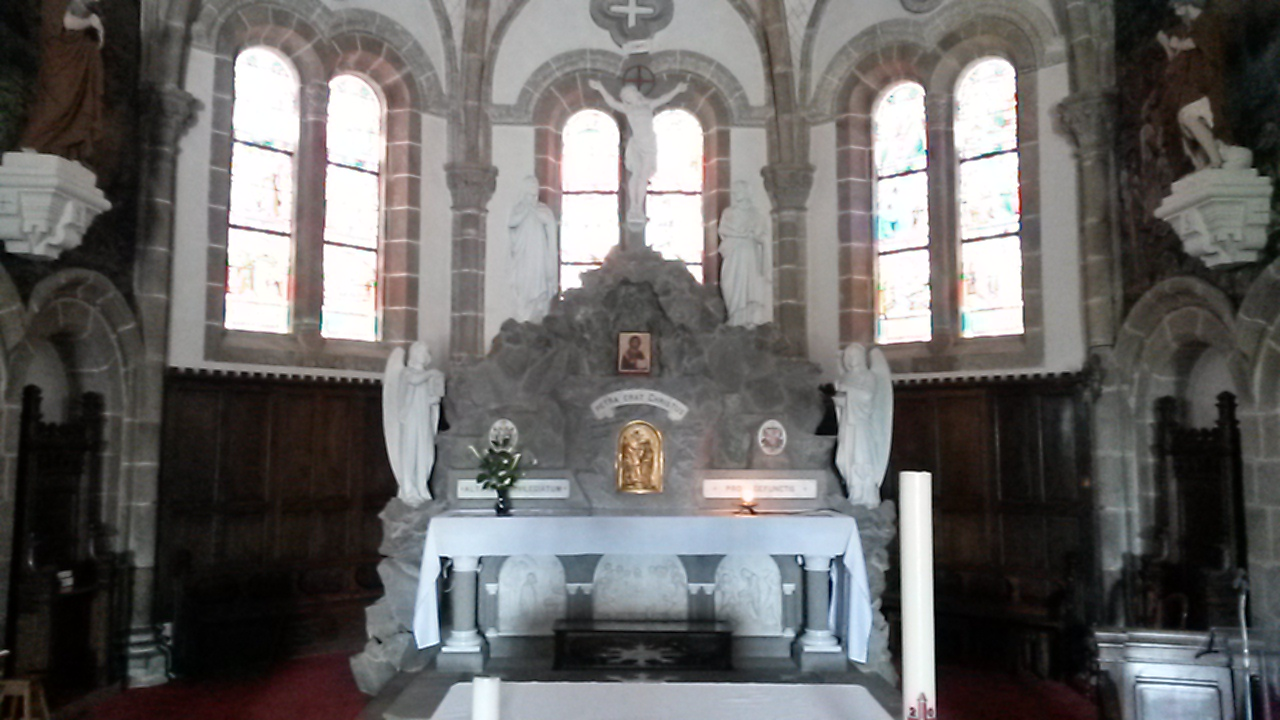
Maître-autel de l'église paroissiale, 1893.

- Le maître-autel de l'église paroissiale, don du chanoine de Suyrot de 1893, est en granit de Brest. Il représente la colline du Calvaire. Au sommet, se dresse une croix. Le Christ est en pierre blanche de Poitiers. Debout, de chaque côté, se tiennent la Vierge et saint Jean. Le tabernacle est placé au-dessous, dans le flanc de la montagne. Au-dessus du tabernacle, une inscription latine en lettres d'or : Petra erat Christus (Le rocher était le Christ), et sur la porte est représenté Moïse frappant le rocher de sa verge et faisant jaillir l'eau. Aux extrémités de la table d’autel deux anges se tiennent debout : l'un présente l'eau et le vin, et l'autre porte le livre de l'évangile. Dessous, trois bas-reliefs en marbre de Carrare sont incrustés dans une seule pierre de granit. Celui du milieu représente la Cène ; celui de droite l'Agonie du seigneur à Gethsémani ; et celui de gauche la Flagellation. L’auteur en fut Pierre Potet, sculpteur à Nantes.

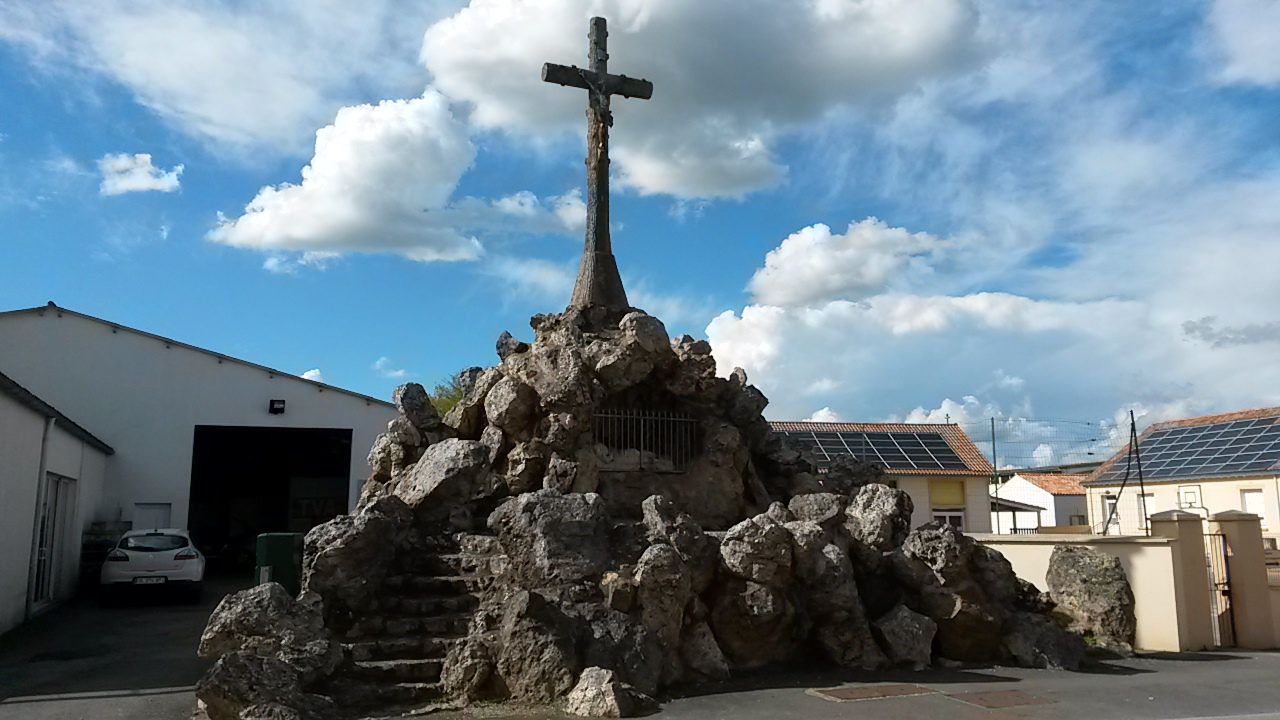
Calvaire paroissial, élevé en 1877.

- Le calvaire paroissial (rue du Calvaire), fut élevé en 1877 aux frais de l’abbé de Suyrot, par M. Pariche, rocailleur de Nantes. Plus de cent charrois[53] ont été faits par les habitants de la paroisse pour transporter les énormes rochers de la base. Y est représentée la mise au tombeau du Christ, surmontée par une croix[6].

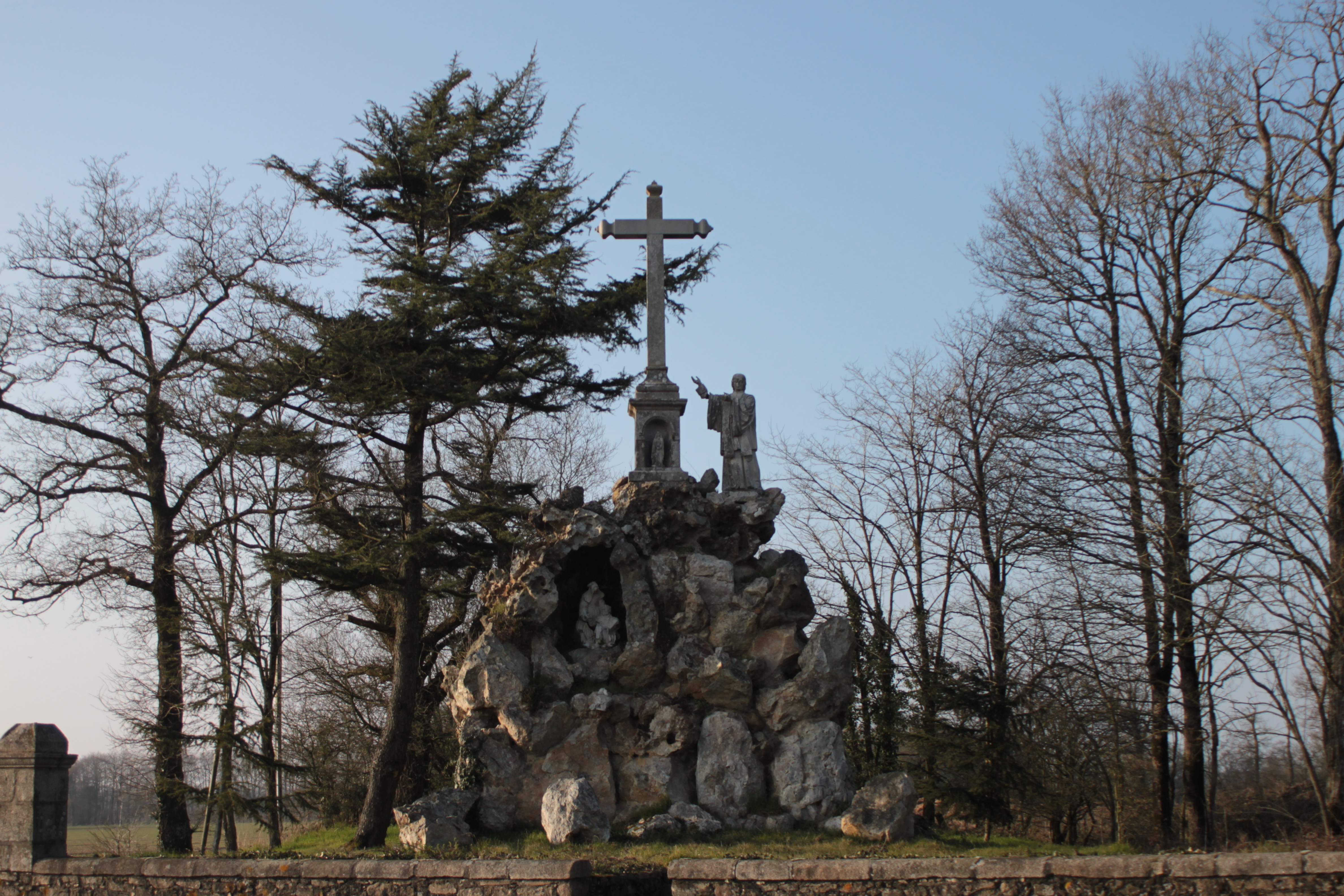
Calvaire de Meslay, dédié au père de Montfort.

- Le site de Melay, ou Meslay, est situé au sommet d’une colline dans une courbe au nord de la rivière de l’Asson. La plus ancienne mention historique que l’on en connaisse se trouve dans la charte de fondation de l’aumônerie de Montaigu en 1180. Ses plus anciens seigneurs connus furent les Marin. Ce nom subsiste dans celui de la toute proche métairie de la Marin. Les Marin figuraient sur les bans et arrière-bans du Poitou, entre autres sur ceux convoqués en 1467. La terre de Meslay passa au début du XVIe siècle, par mariage, aux Gastinaire, seigneurs de la Preuille, en Saint-Hilaire-de-Loulay, puis à la fin du XVIIe siècle, par alliance, dans la famille Du Trehant, seigneur du Hallay, à Boufféré. Après d’autres propriétaires, d’environ 1740 jusque vers 1770, Charles De La Roche Saint-Andre, de la branche cadette des Ganuchères, à Treize-Septiers, se qualifia, à son tour, seigneur de Melay-de-la-Court avant que le fief devienne la propriété de l’amiral Du Chaffault, son beau-frère. Celui-ci apprit l’incendie de son « château » de Meslay lors de sa détention à Nantes, avant de mourir en 1794.

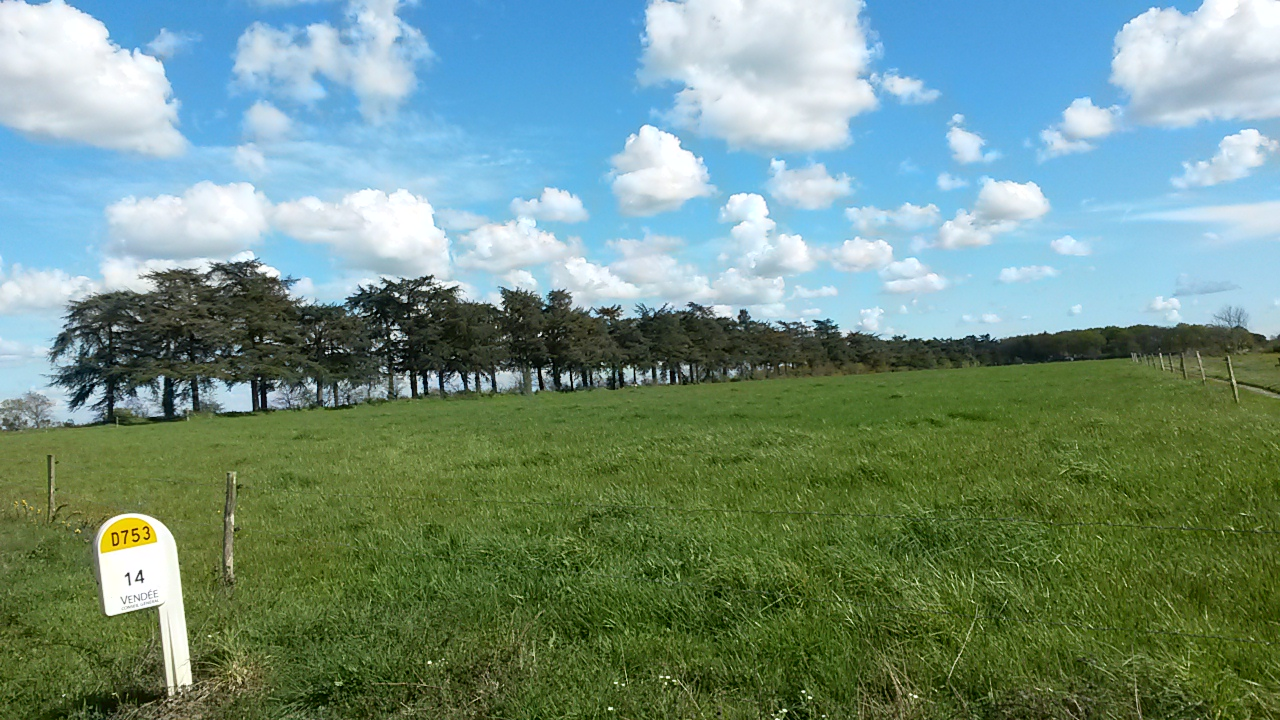
Allée de cèdres de Meslay.

La propriété fut remise en état par son arrière-arrière-petit-fils, l’abbé de Suyrot, qui y restaura la chapelle, dédiée en 1867 à l’Immaculée Conception. Il fit construire en 1874 dans le coteau surplombant la rivière de l’Asson une réplique de la grotte de Lourdes, qui donna lieu à un pèlerinage annuel, le premier dimanche d’octobre. En 1889, au bout d’une longue allée de cèdres, aboutissant à l’actuelle D 753 Montaigu-Treize-Septiers, il inaugura un calvaire monumental et une statue du père de Montfort (œuvre de Pierre Renaud (d) , sculpteur à Luçon). Meslay fut ensuite occupée par une congrégation de Passionistes, ce qui lui valut l’appellation d’abbaye de Meslay. Le site est actuellement occupé par un centre de formation appelé Institut Meslay.

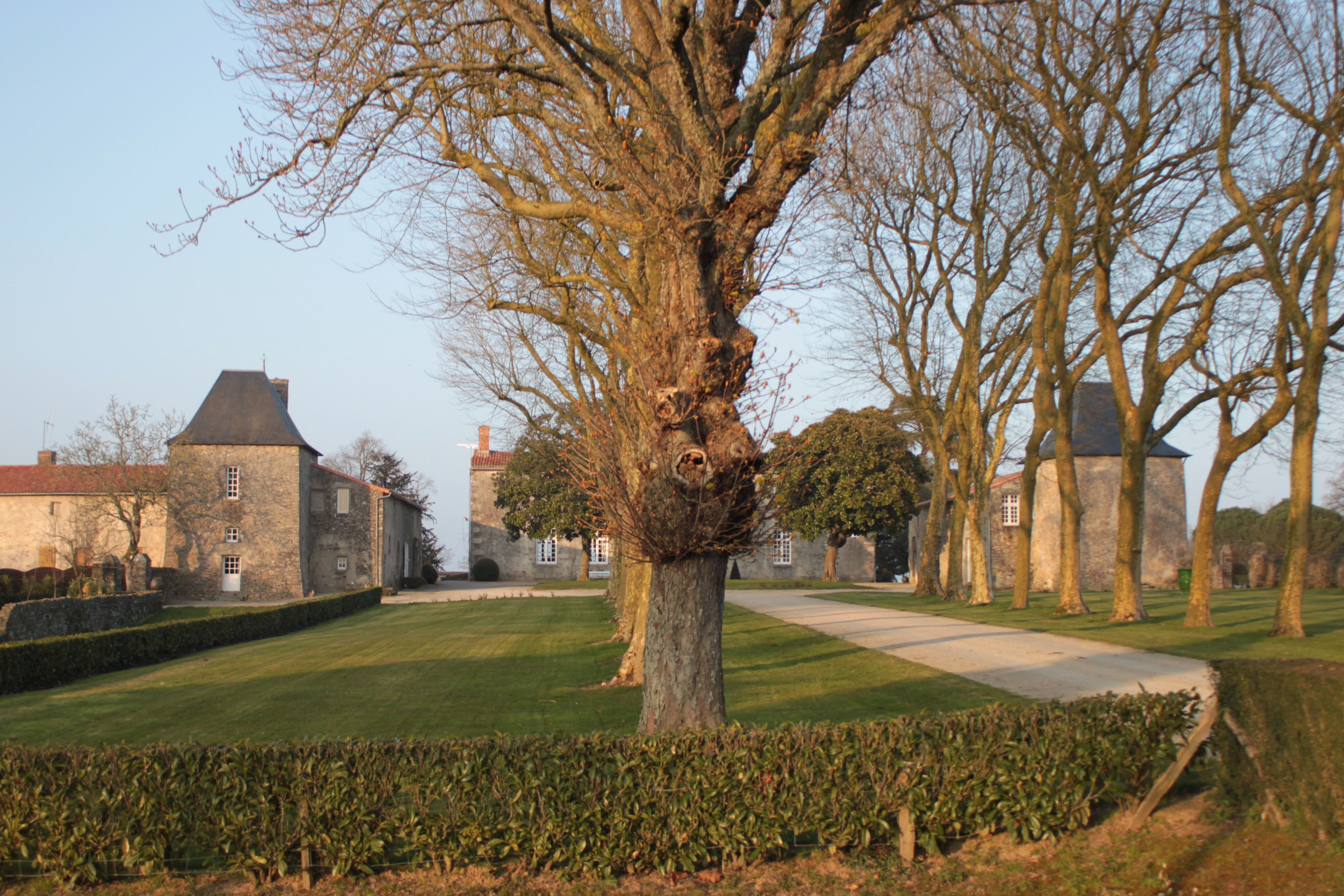
Logis de la Roche-Thévenin (MH).

- Le logis de la Roche-Thévenin, Notice no PA00110313 est situé au sud de la rivière Asson au sommet d’un coteau : on retrouve trace de cette ancienne baronnie dès 1411. Avant 1515, ce fief s'appelait la Roche-Brisard, du nom de ses anciens seigneurs. Il reçut son nom actuel lors de son acquisition par les Thévenin qui s’y succédèrent jusqu’au XVIIIe siècle[54]. Les restes du château remontent au XVIe siècle. Il fut brûlé lors de la Révolution. On y accède par une longue allée de platanes à partir de la D 23 Montaigu-La-Boissière-de-Montaigu. Il fut la propriété dans le deuxième moitié du XIXe siècle de Guillaume Grootaers, sculpteur nantais qui y a laissé des œuvres. On y trouve un chemin de croix de 1855 originellement dans l'église paroissiale : "les petites croix qui surmontent chaque tableau ont été faites d'un bois de chêne, provenant de la charpente de l'ancienne église qui portait le millésime de 1646."[6]

- De nombreuses croix érigées au XIXe siècle jalonnent les routes de la commune : le Passou (1854) - la Gouraudière (1855) - la Bretinière (1856) - le Fossé-Neuf (1857) – Meslay (1859) - la Ronde (1866) - Tournelièvre (1873) - la Saunerie (1886) - le Bordage-Caillé (1888) - la Roche-Thévenin (1889).

- Des restes de moulins à vent (qui figurent sur la carte de Cassini, donc antérieurs à 1790, et sur le cadastre napoléoniens) sont visibles sur la commune à la Gouraudière et à la Rabotière[55].

## Galerie

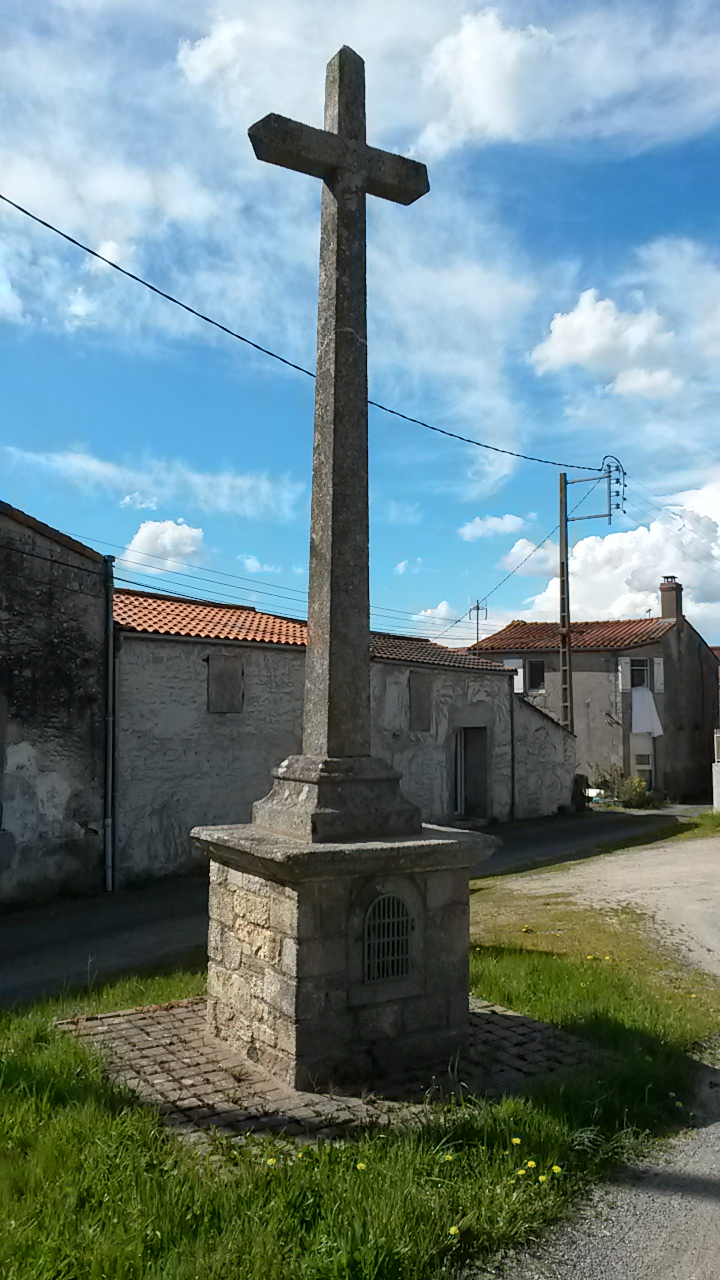
Croix de la Bretinière, 1856.
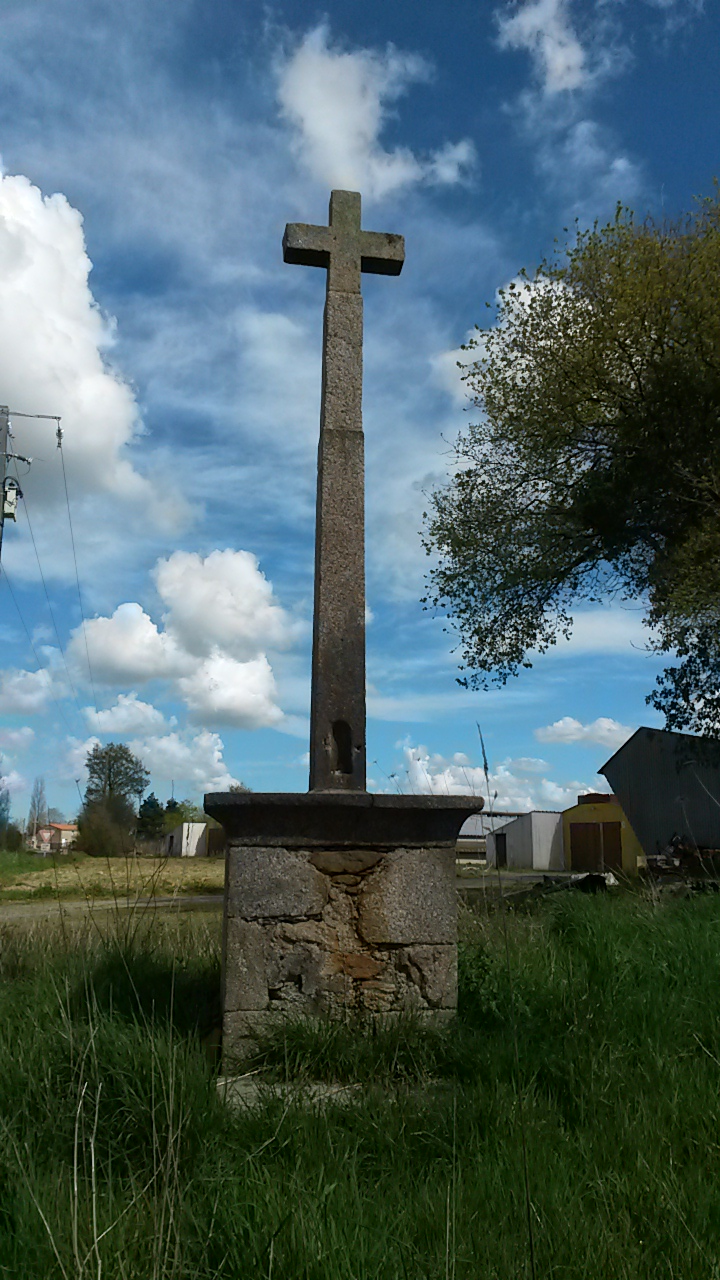
Croix du Fossé-Neuf, 1857.
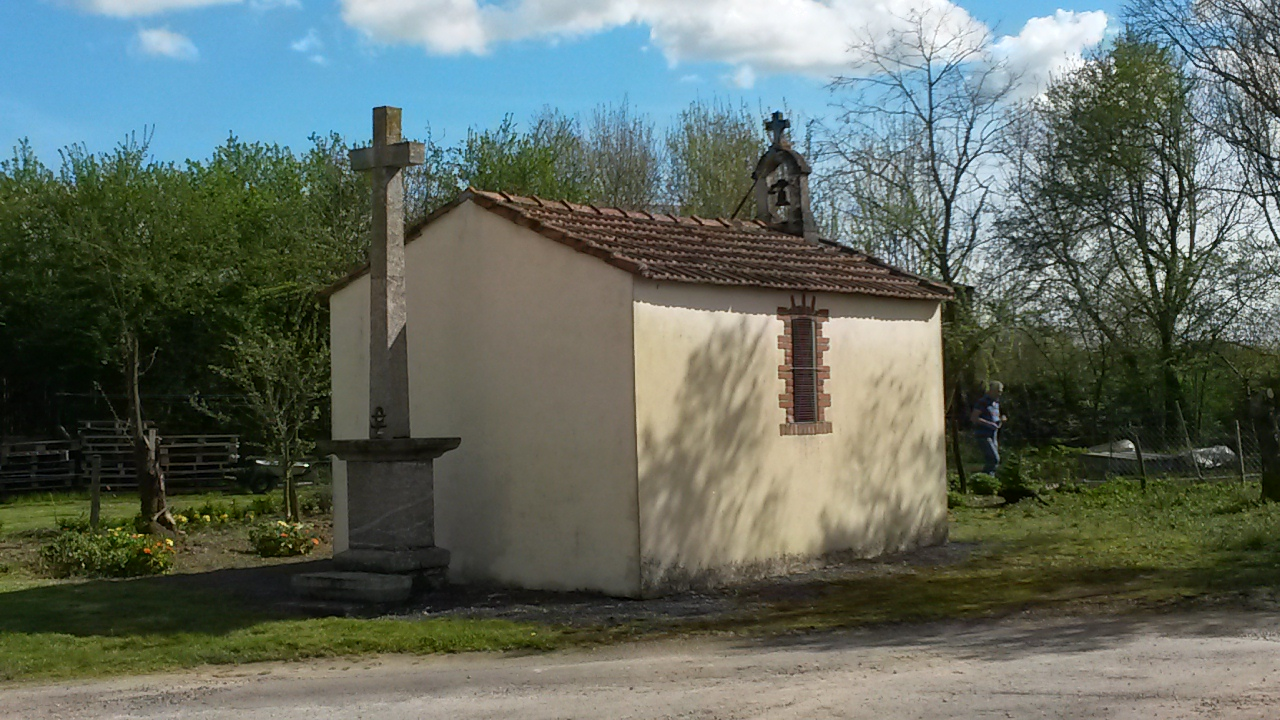
Croix de la Ronde, 1866.
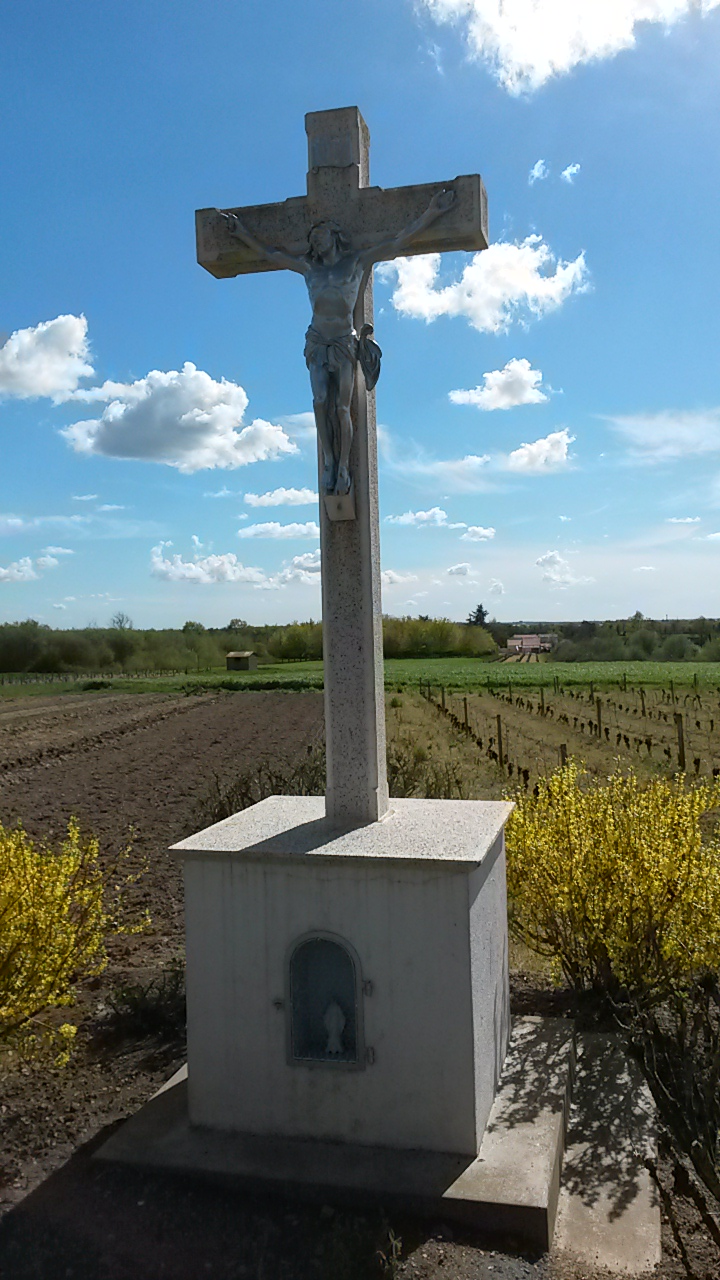
Croix de la Roche-Thévenin, 1869.
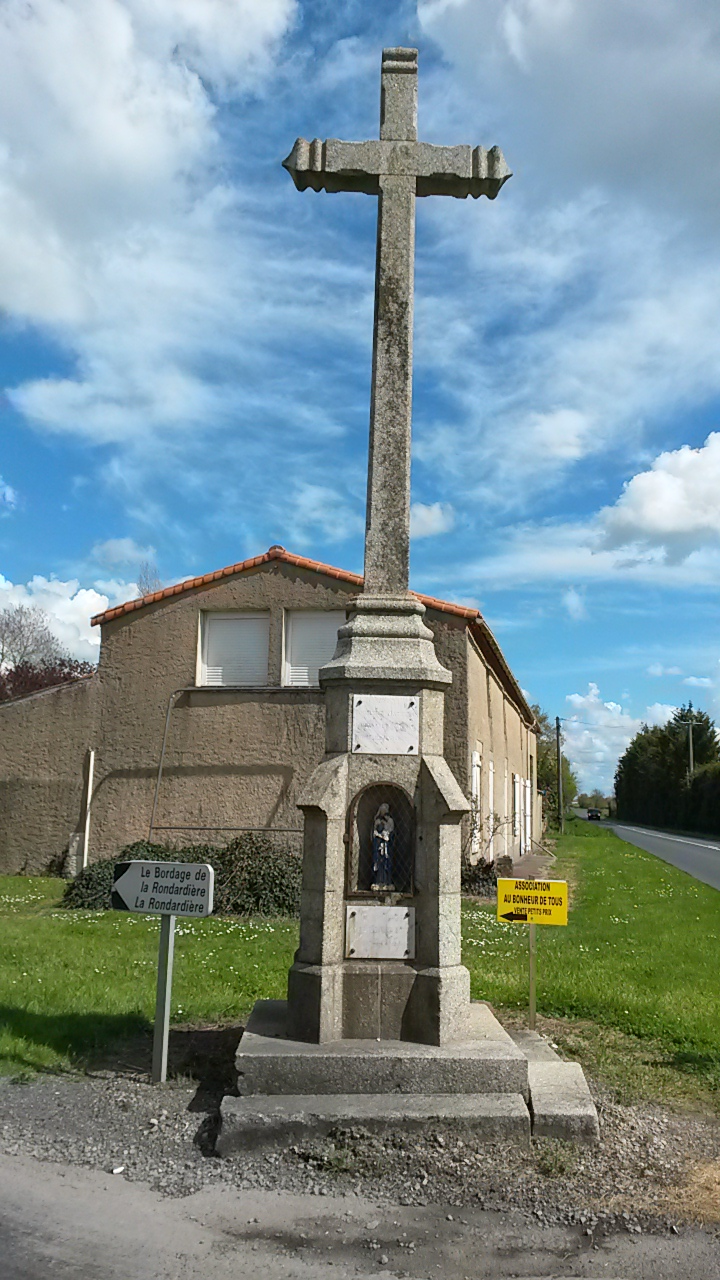
Croix de la Carrière.
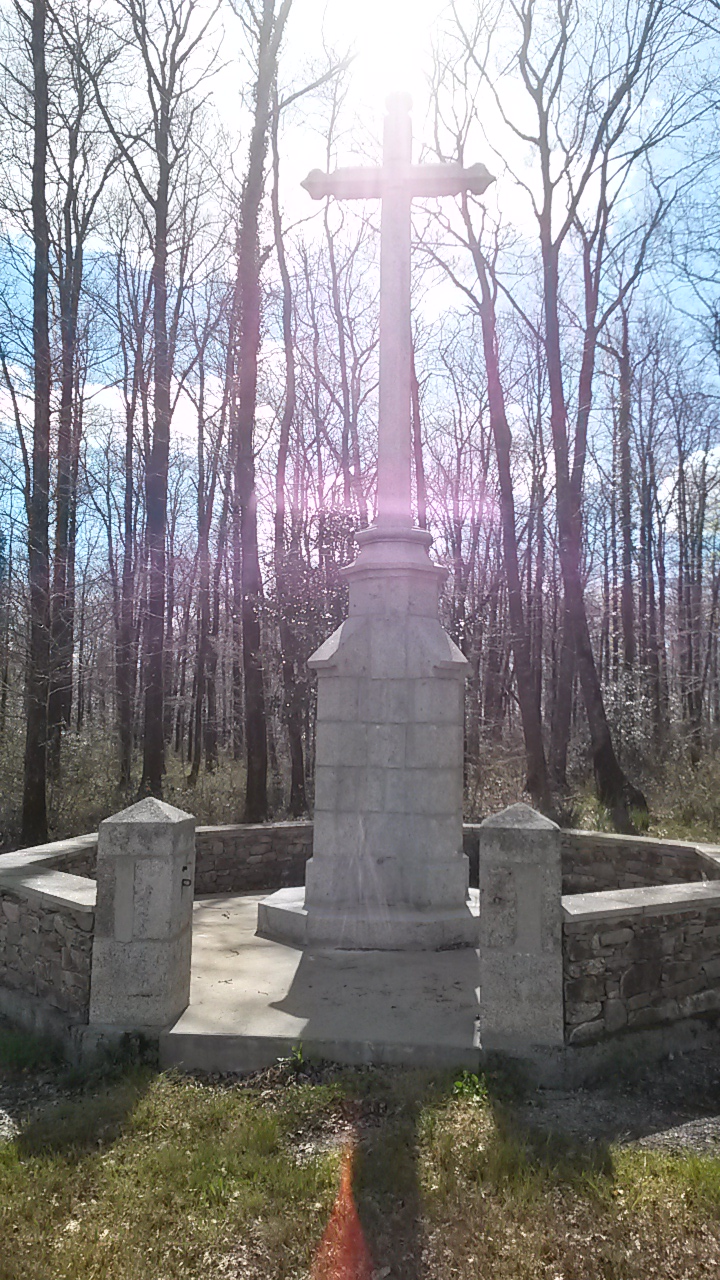
Croix de la Croix-Boiziau.
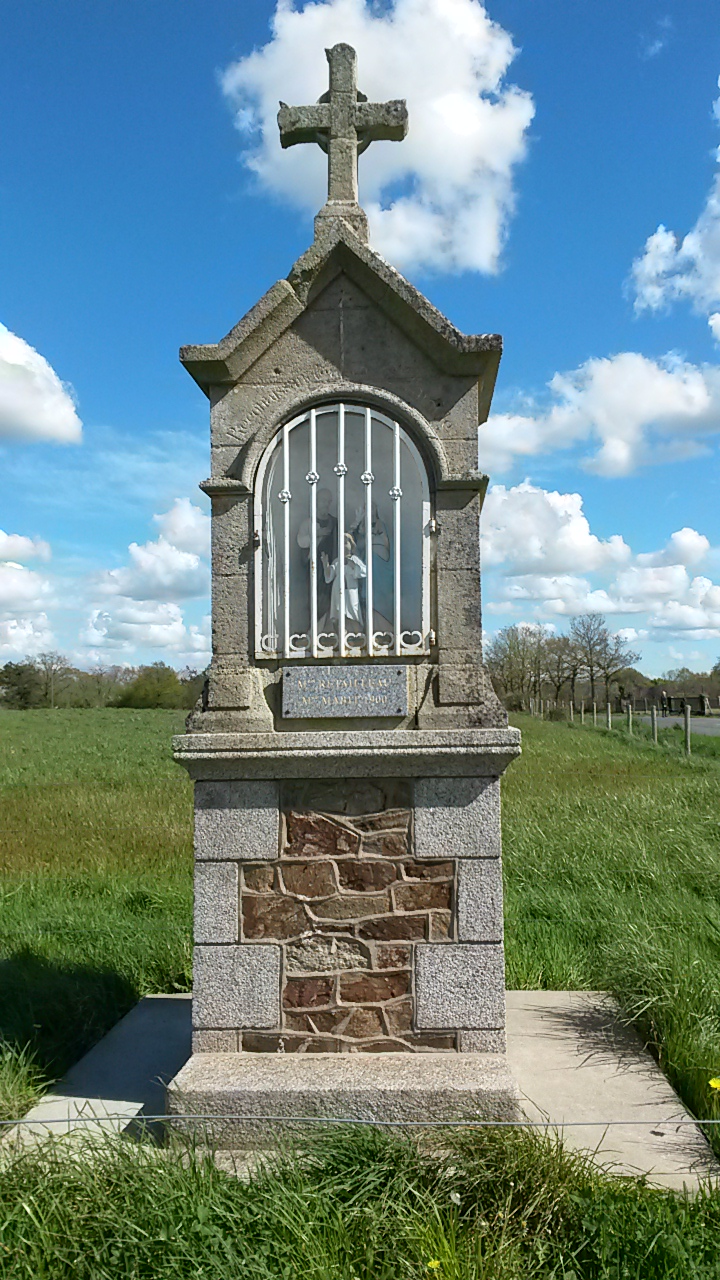
Croix de la Gouraudière.
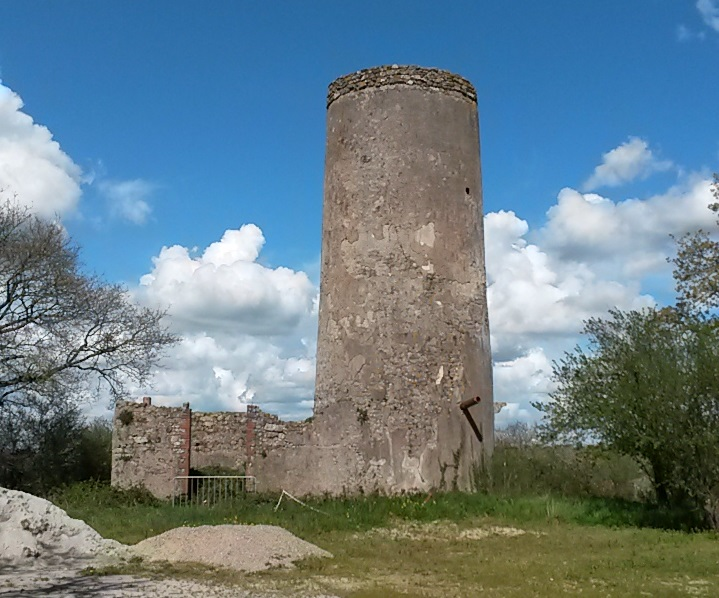
Moulin de la Gouraudière.
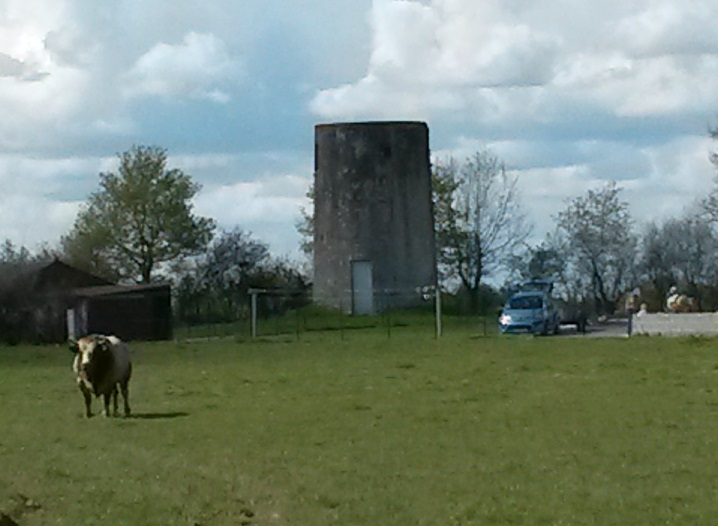
Moulin de la Rabotiere.
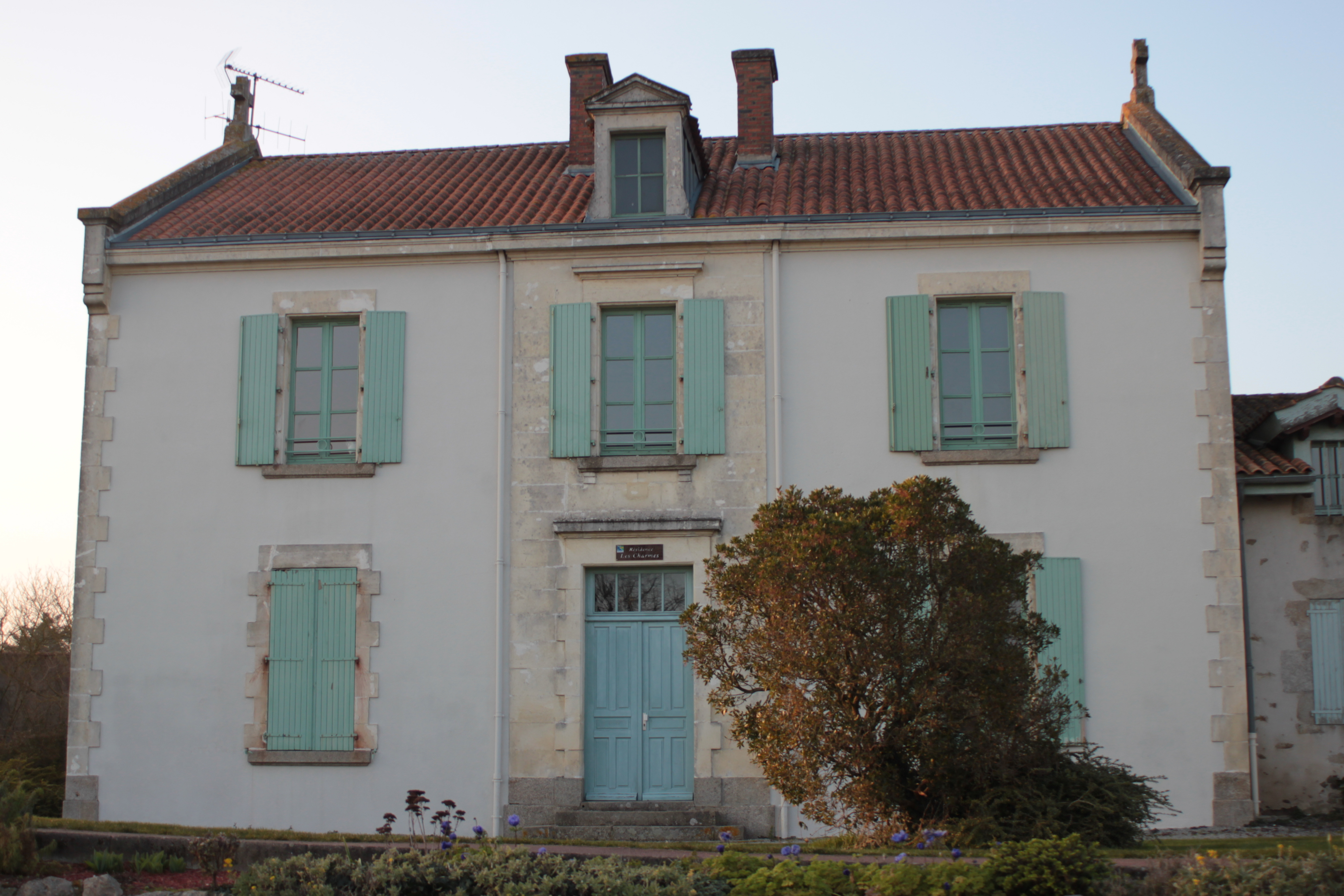
Ancien presbytère, actuelle résidence les Charmes.
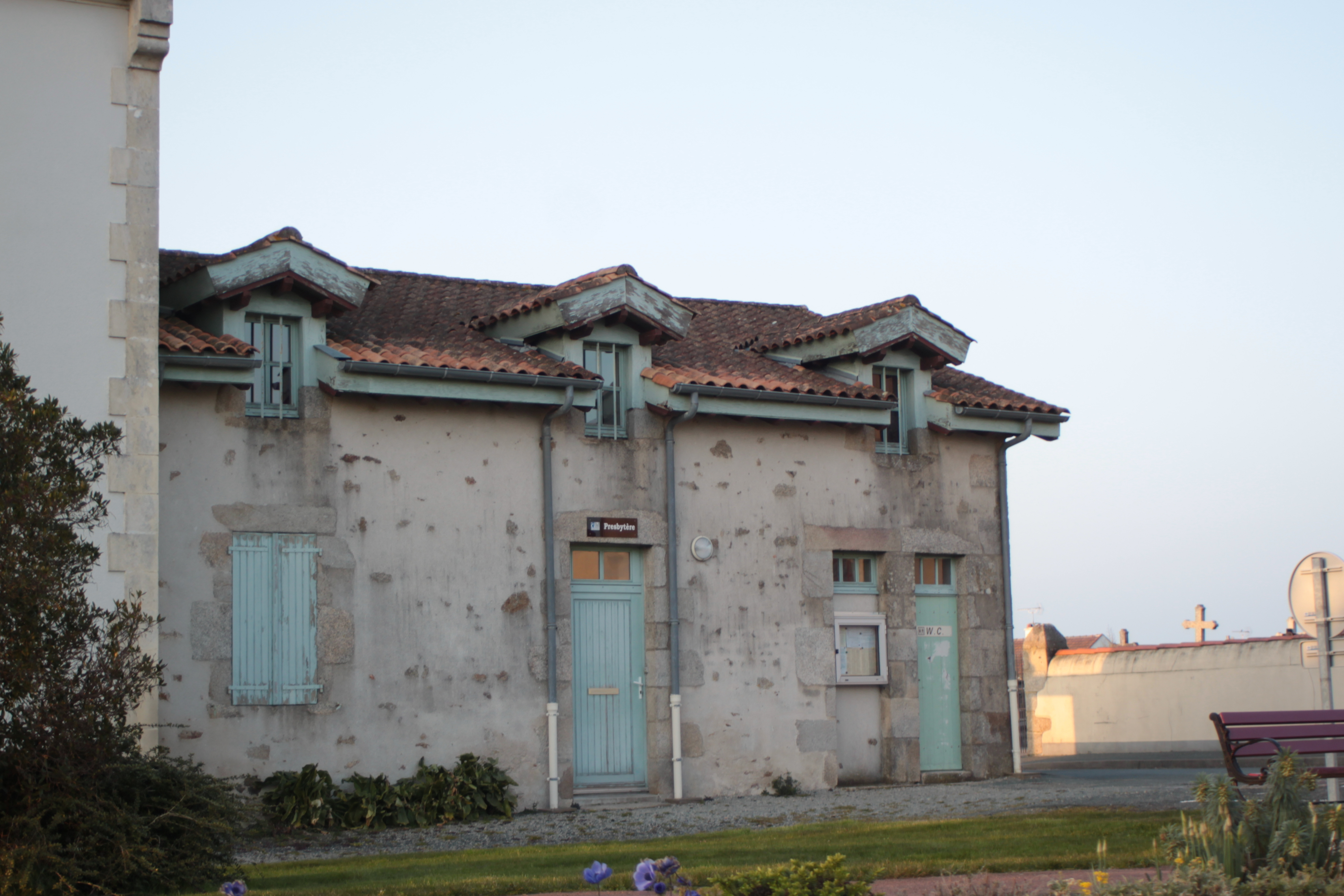
Dépendance de l'ancien presbytère.

## Vie associative

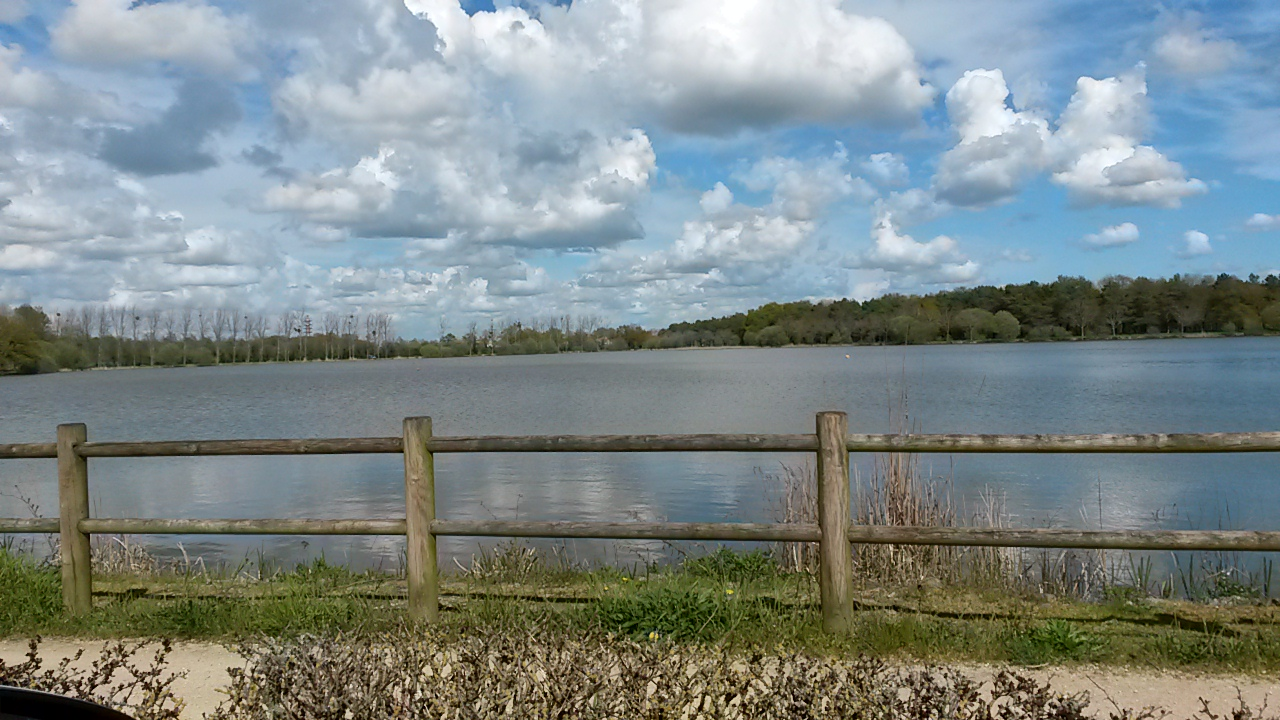
Lac de la Chausselière.

Le comité des fêtes, créé en 1969, réunit une quinzaine d'associations pour coordonner les fêtes communales, tenir le bar et le terrain de jeux du lac de la Chausselière, gérer l’étang du Passous (plan d'eau communal)... 
- Familles rurales (16 salariés, 30 bénévoles : Amitiés Loisirs Guyons (retraités), l'Espace 2G (activités 11-17 ans), transport et restaurant scolaires, Symphonie guyonne (éveil musical, chorale d'enfants, cours de synthétiseur....), l’Île aux Enfants (accueil de loisirs 3-11ans), Les P’tits Guyons (multisports 4-7 ans), Baby-Sitting),
- ADMR (Aide à domicile en milieu rural),
- Anciens Combattants,
- Amicale des chasseurs,
- Associations des écoles : OGEC (Organisme de gestion de l'enseignement catholique), APEL (Association des parents d'élèves de l'enseignement libre), APEPG (Association de parents d’élèves de l’école publique de La Guyonnière),
- Associations sportives : Saint-Pierre-Sport : SPS Basket (depuis 1951), SPS Football (depuis 1983) , SPS Palets (dès 1999), Rasta Raquette (badminton loisir dès 1996)[57], Amicale cyclo guyonne (créée en 2015)[58], AVBFS (Association vendéenne de baby-foot sportif, depuis 2012)[59], Bulles d’air (Base de loisirs du lac de la Chausselière (depuis 2012)[60], Ocean’Attitude (danses fitness Zumba et Danse Boxe depuis décembre 2014)[61], Les Virages pâles (club de moto créé en 2003)[62]
- Associations culturelles : bibliothèque du Petit-Prince, association créée en 1997[63], baptisée Le Petit Prince en 2013[64], animée par des bénévoles (prêt de livres, accueil des scolaires, organisation d’animations…), La Forge, association de musiciens créée en janvier 2006, création et l'organisation d’événements musicaux, théâtre Gribouille (ateliers théâtres), Chorales : les Voix du Lac (répertoire chants profanes) née en septembre 2010, sous l'égide de Familles rurales[65], Chœur à cœur (atelier vocal créé en 2013, répertoire chants sacrés et classiques), Tire l'aiguille (broderie et "arts du fil" créée en 2009[66], Paradis Créole (découverte des airs traditionnels des îles de l'Océan Indien, depuis 1997)
- Associations inter-communales : la Cicadelle (initiation à la nature), Pêcheurs des Maines, Montaigu Échecs, Montaigu Judo Club, Association des jeunes acrobates de Montaigu, Yogasana.

## Personnalités liées à la commune
- L'amiral Louis Charles du Chaffault de Besné
- Le général Arnold Schwerdorffer